# Helen Hong

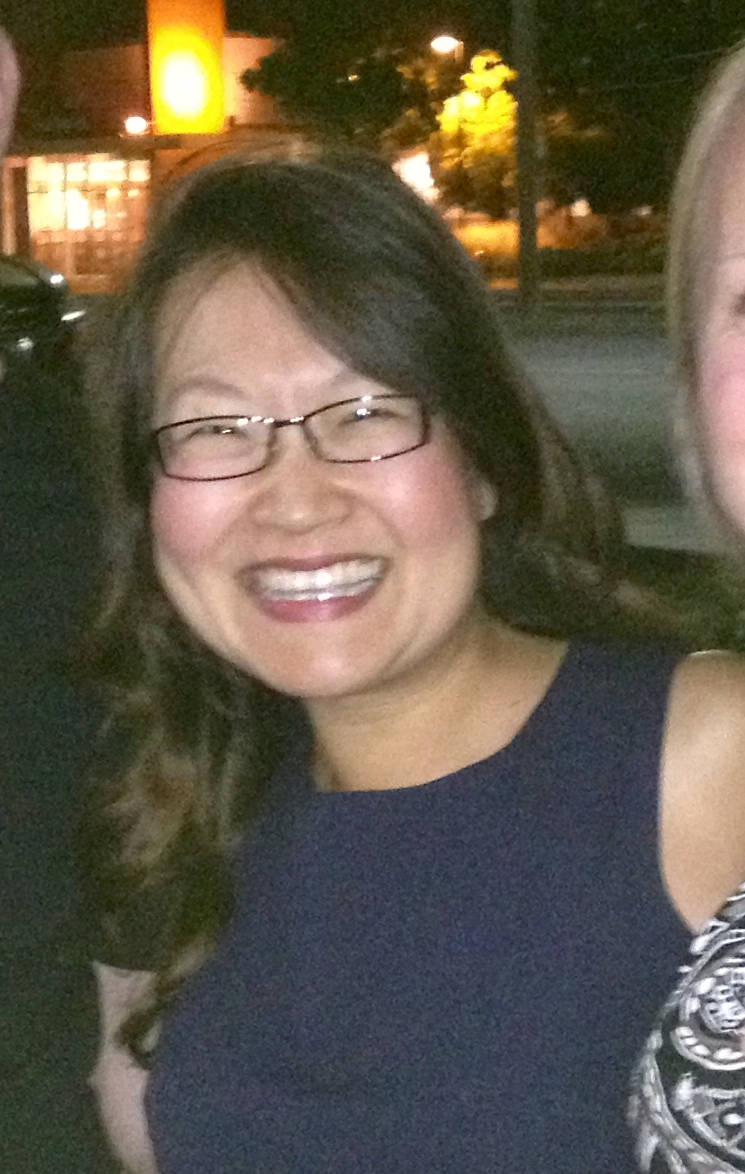
Helen Hong nel 2014

Helen Hong (Los Angeles, 7 luglio 1974) è un'attrice, comica, cabarettista, regista e produttrice cinematografica statunitense.

## Filmografia parziale

### Cinema
- Epic - Il mondo segreto (Epic), regia di Chris Wedge (2013) – voce
- A proposito di Davis (Inside Llewyn Davis), regia di Joel ed Ethan Coen (2013)
- La babysitter - Killer Queen (The Babysitter: Killer Queen), regia di McG (2020)
- I Thunderman - Il ritorno (The Thunderman Return), regia di Trevor Kirschner (2024)
- If I Had Legs I'd Kick You, regia di Mary Bronstein (2025)

### Televisione
- I Thunderman (The Thundermans) – serie TV, 22 episodi (2013-2018)
- Bones – serie TV, episodi 10x05 (2014)
- Inside Amy Schumer – serie TV, episodio 2x08 (2014)
- New Girl – serie TV, episodio 3x19 (2014)
- The Crazy Ones – serie TV, episodio 1x13 (2014)
- Blunt Talk – serie TV, 4 episodi (2015-2016)
- Scream Queens – serie TV, episodio 2x06 (2016)
- Hollywood Darlings – serie TV, episodio 2x02 (2018)
- Silicon Valley – serie TV, 4 episodi (2019)
- The Unicorn – serie TV, 6 episodi (2019-2021)
- Never Have I Ever – serie TV (2021)